# Leon Sperling
Leon Sperling (7. srpna 1900 Krakov – 15. prosince 1941 Lvov) byl polský fotbalista a olympionik židovského původu.
Sperling se narodil v Krakově. Hrál jako křídelní útočník - levé křídlo. Sperling působil v týmu Cracovia, tým vedl jako kapitán v letech 1921, 1930 a 1932 v polské lize. Nastoupil také v 16 zápasech za polský národní tým, včetně účasti polského týmu na letních olympijských hrách v roce 1924 v Paříži. Byla ceněna zejména jeho technika kontroly míče (tzv. dribling). Leon Sperling je jedním z legendárních hráčů Cracovie Kraków.
Sperling byl kvůli svému židovskému původu zavražděn nacisty - byl zastřelen - ve lvovském ghettu v r. 1941.